# Florian Pedarnig
Florian Pedarnig (* 16. Februar 1938 in Schlaiten, Osttirol; † 19. September 2022) war ein österreichischer Musiker und Komponist für Blas- und Volksmusik. Überregional bekannt wurde er durch den Marsch Dem Land Tirol die Treue.

## Leben

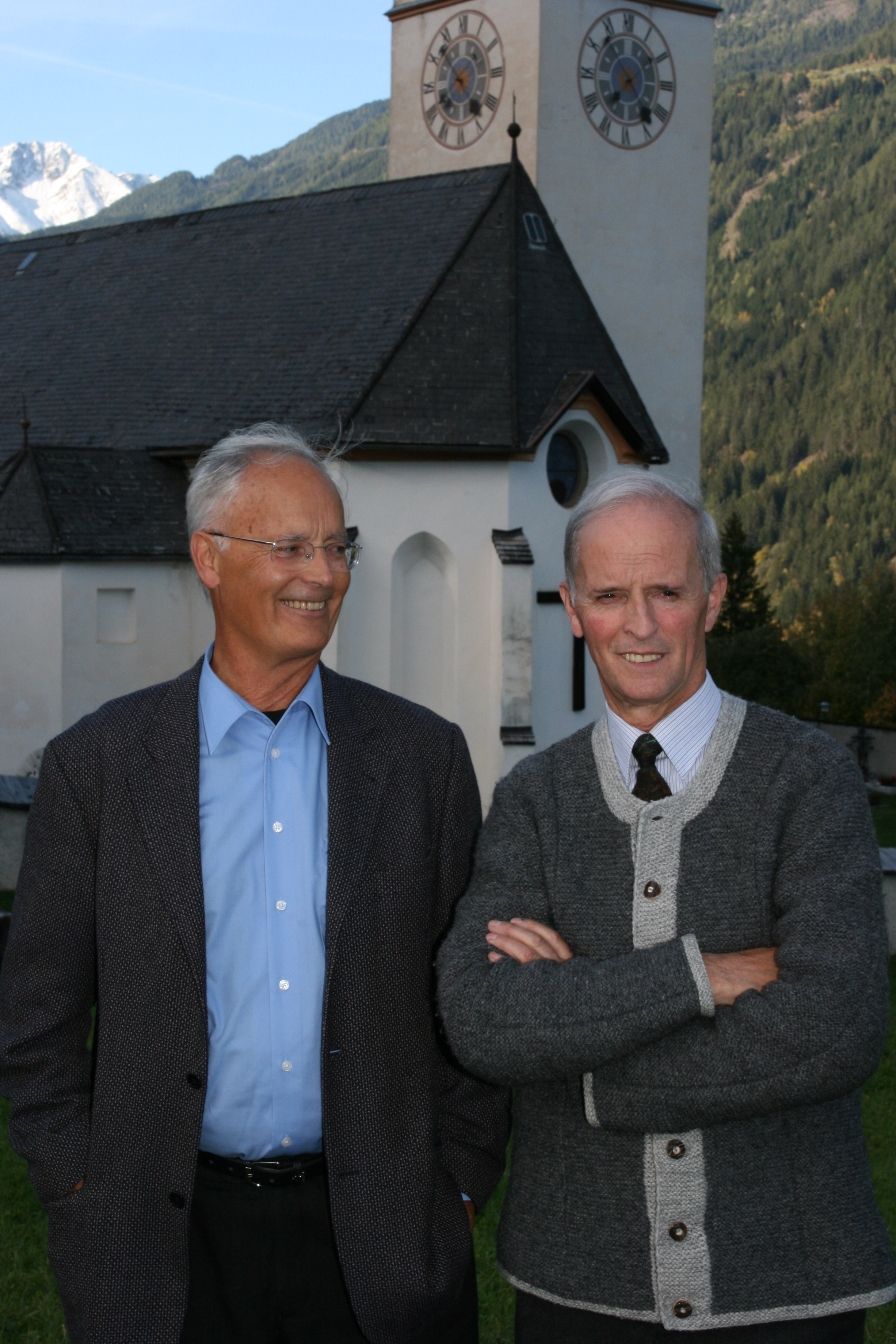
Die Brüder Josef und Florian Pedarnig 2007

Florian Pedarnig entstammte einer Osttiroler Bergbauernfamilie am vulgo „Kraßhof“ in Schlaiten und hatte 15 Geschwister. Der musikalische Werdegang von Florian Pedarnig begann als Zwölfjähriger an der Klarinette. Mit 17 Jahren wurde er Kapellmeister seiner Heimatgemeinde Schlaiten. Pedarnig studierte Waldhorn, Kontrabass und Theorie am Tiroler Landeskonservatorium in Innsbruck und spielte vier Jahre bei der Militärmusik Tirol unter der Leitung von Siegfried Somma. Im Jahr 1963 schloss er sein Studium ab und trat anschließend in das Innsbrucker Symphonieorchester ein. Ab 1964 war Pedarnig Mitglied der Stadtmusikkapelle Wilten und deren Stellvertretender Kapellmeister. Ergänzende Musikstudien betrieb Florian Pedarnig bis 1965 in München. 1974 gründete er mit weiteren Musikern in Innsbruck die Tiroler Kirchtagmusig. 1980 wurde er, als Nachfolger von Sepp Tanzer, Landeskapellmeister des Tiroler Blasmusikverbandes. Florian Pedarnig war unter anderem auch als Dirigent der Bundesbahnkapelle Innsbruck sowie als freier Mitarbeiter des ORF-Landesstudio Tirol sowie als Volksmusikexperte tätig. Florian Pedarnig ist im September 2022 in Wattens verstorben. Er wurde in Kolsass bestattet.

## Werke (Auszug)
- Dem Land Tirol die Treue (Text Josef Pedarnig)
- Älplerisch g’sungen, älplerisch g’spielt
- Die Rotjacken (Marsch der Stadtmusikkapelle Wilten)
- Herz-Jesu Messe
- Bei uns in Tirol

## Auszeichnungen
- Ehrenring der Gemeinde Schlaiten (2008)[2]
- Tiroler Volkskulturpreis (2013)[4]